# Аристов, Владимир Владимирович
Влади́мир Влади́мирович А́ристов (род. 6 июля 1950, Москва) — советский и российский поэт, прозаик, эссеист и учёный-математик.

## Биография
Родился 6 июля 1950 года в Москве. Окончил среднюю школу № 444, затем Факультет управления и прикладной математики Московского физико-технического института в 1974 году. В аспирантуре учился у О. С. Рыжова и Ф. Г. Черемисина.
С 1977 года сотрудник Вычислительного центра РАН (в лаборатории теории процессов переноса, затем в секторе кинетической теории отдела механики). Доктор физико-математических наук (1996).
В настоящее время — главный научный сотрудник отдела механики ВЦ ФИЦ ИУ РАН и профессор кафедры высшей математики факультета кибернетики МИРЭА.

## Научные интересы
Исследования по динамике разреженного газа и молекулярной газовой динамике.
Тема кандидатской диссертации «Численные методы решения уравнения Больцмана» (1977).
Докторская диссертация на тему «Методы прямого решения уравнения Больцмана и их применение для изучения течений разреженного газа» (1996).

## Литературное творчество
Первая публикация стихов — в апреле 1987 года: стихотворение «Воспоминание» опубликовано в журнале «Юность» в рубрике «Испытательный стенд».
Автор пяти книг стихотворений, одного романа, статей и эссе о философии поэзии и об отдельных поэтах (в частности, о Пастернаке, о Кавафисе).
Стихи Аристова принадлежат к метареалистическому направлению в поэзии 1980—1990-х гг. Отталкиваясь от мандельштамовского императива, требующего попытаться освоить, обжить всякую изначально чуждую человеку вещь, поэтическим словом превратить её в «утварь», метареалисты поставили вопрос о собственной бытийной наполненности вещи, о том, как возможен диалог с ней — с кантовской вещью в себе, лейбницевой монадой, причём диалог, не искажающий её сущность.
В кругу метареалистов Аристов, наряду с Аркадием Драгомощенко, составлял наиболее «западническое» крыло: корни его индивидуальной манеры уходят в поэзию Рильке, итальянских, греческих поэтов начала XX века (Сеферис). Аристов предпочитает нерифмованный стих, но чаще белый, чем свободный, поскольку для него очень важна мелодическая инерция, дление звука само по себе. Вещный мир стихов Аристова наиболее бесплотен, состоит из смутно различимых больших предметов: свет, тень, река, — однако все они метареалистически понимаются как полноправные участники диалога.

## Критика
Литературный критик Кирилл Ковальджи отметил: «Мягкие музыкальные ассоциации управляют стихотворным потоком В. Аристова».

### Научные труды (книги)
- Аристов В. В., Черемисин Ф. Г. Прямое численное решение кинетического уравнения Больцмана. Москва, ВЦ РАН, 1992. 192 с.
- V. V. Aristov. Direct Methods for Solving the Boltzmann Equation and Study of Nonequilibrium Flows. Kluwer Academic Publishers. Dordrecht / Boston / London, 2001, 294 pages.
- Аристов В. В., Забелок С. А. Применение прямых методов решения уравнения Больцмана для моделирования неравновесных явлений в газах. Москва, ВЦ РАН, 2010. 144 c. ISBN 978-5-91601-044-2
- Аристов В. В., Забелок С. А., Фролова А. А. Моделирование неравновесных структур кинетическими методами. М.: Физматкнига, 2017. 272 c. ISBN 978-5-89155-291-3 : 300 экз.

### Учебные пособия
- Основные понятия вычислительной математики и проблемы использования численных схем : Учеб. пособие / В. В. Аристов, А. Г. Асланян; МинОбрНауки РФ. М. : МИРЭА (техн. ун-т), 2002. — 59 с. : ил.; 21 см; ISBN 5-7339-0398-8

### Электронные пособия
- Численные методы [Электронный ресурс] : методическое пособие по выполнению курсовых работ : для студентов 3-4-х курсов специальности 090301 — Компьютерная безопасность / Аристов В. В., Строганов А. В. ; МинОбрНауки Российской Федерации, ФГБОУ ВПО «МГТУ радиотехники, электроники и автоматики» (МГТУ МИРЭА), Фак. кибернетики, Каф. высш. мат. — Москва : МГТУ МИРЭА, 2012. — 1 электрон. опт. диск (CD-ROM); 12 см; ISBN 978-5-7339-1069-7

### Избранные статьи
- Aristov V.V., Shakhov E.M.  Intense explosion in rarefied gas // Rarefied Gas Dynamics. Paris: Commissariat a l’Energie Atomic, 1978. V. 1. P. 65-73.
- Аристов В. В., Шахов Е.М. Течение разреженного газа, вызванное сильным точечным выбросом конечной массы // ЖВМиМФ, 1985. — Т.25. № 7. С. 1066—1077.
- Аристов В. В., Шахов Е.М. Нелинейное рассеяние импульсного молекулярного пучка в разреженном газе // ЖВМиМФ, 1987. — Т.27, № 2. — С.159-164.
- Aristov V.V., Shakhov E.M., Titarev V.A., Zabelok S.A. Comparative study for rarefied gas flow into vacuum through a short circular pipe // Vacuum. 2014. V. 103. P. 5-8.

### Художественное творчество
- Отдаляясь от этой зимы. — М.: АСИ, 1992. — 80 с.
- Частные безумия вещей: Инструментарий. — М.: АРГО-РИСК, 1997. — 24 с.
- Реализации: Книга стихов. — М.: ЛИА Р. Элинина, 1998. — 26 с.
- Иная река: Пятая книга стихов. — М.; СПб.: Комментарии, 2002. — 67 c. — (Александрийская полка.)
- Реставрация скатерти. — Саратов, 2004. — 76 с.
- Предсказания очевидца: Роман. — М.: О.Г.И., 2004. — 350 с.
- Месторождение. — М.: АРГО-РИСК; Книжное обозрение, 2008. — 88 с. — (Книжный проект журнала «Воздух».)
- Избранные стихи и поэмы. — СПб.: ИНАПРЕСС, 2008. — 320 с.
- Имена и лица в метро. — М.: Русский Гулливер; Центр современной литературы, 2011. — 72 с.
- По нашему миру с тетрадью (простодушные стихи). — М.: Русский Гулливер; Центр современной литературы, 2015. — 72 с.
- Открытые дворы: Стихотворения, эссе / Предисловие Д. Бавильского. — М.: Новое литературное обозрение, 2016. — 408 с.
- MATER STUDIORUM: Роман. — М.: Новое литературное обозрение, 2019. — 472 с.
- Устройство утренних московских улиц. — Ozolnieki: Literature Without Borders, 2020. — 112 с.

## Награды и премии
- Премия Алексея Кручёных (1993).
- Премия Андрея Белого (2008) Присуждена «за прориси поэтической иглой не замечаемых нами микроландшафтов смысла, за книги „Избранные стихи“ и „Месторождение“»[6].
- Премия «Различие» (2016)[7].